# تشارلز كوفين هاريس
تشارلز كوفين هاريس هو محامي وقاضي وسياسي أمريكي، ولد في 9 يونيو 1822 في نيوينغون في الولايات المتحدة، وتوفي في 2 يوليو 1881 في هونولولو في الولايات المتحدة.